# Дождевик шиповатый
Дождеви́к шипова́тый, или дождевик жемчу́жный (лат. Lycoperdon perlatum) — гриб из рода Дождевик семейства Шампиньоновые, произрастающий на всех континентах, кроме Антарктиды. Встречается в лесах и на лугах.

## Описание

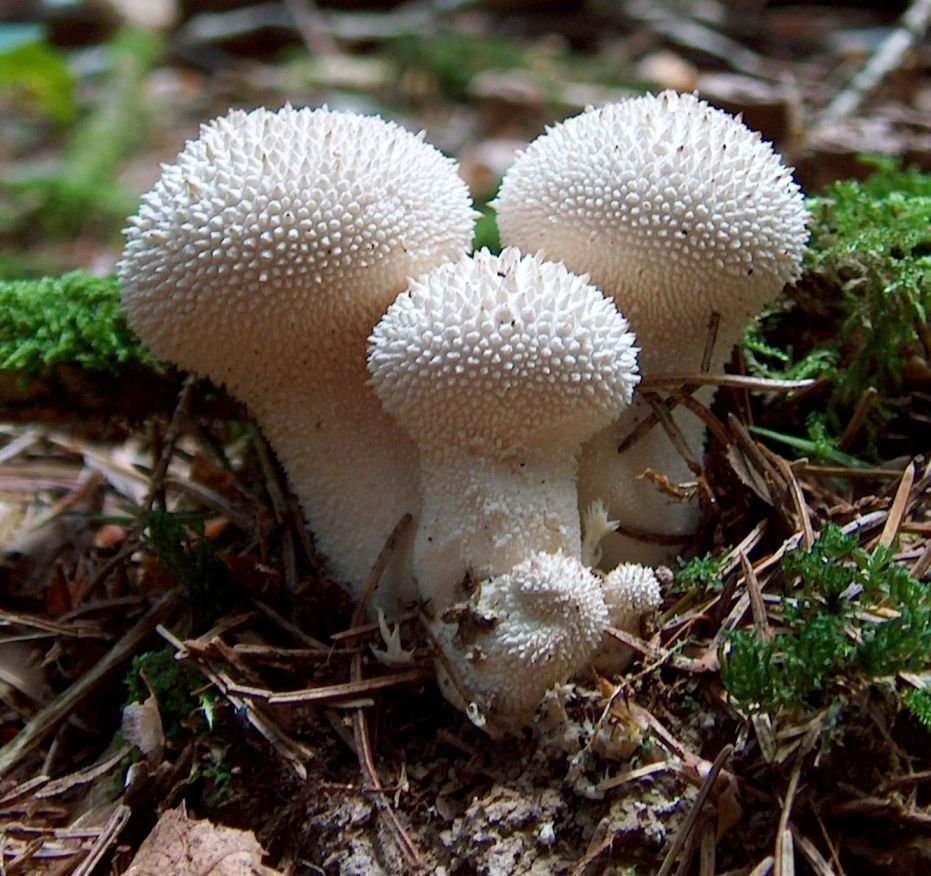

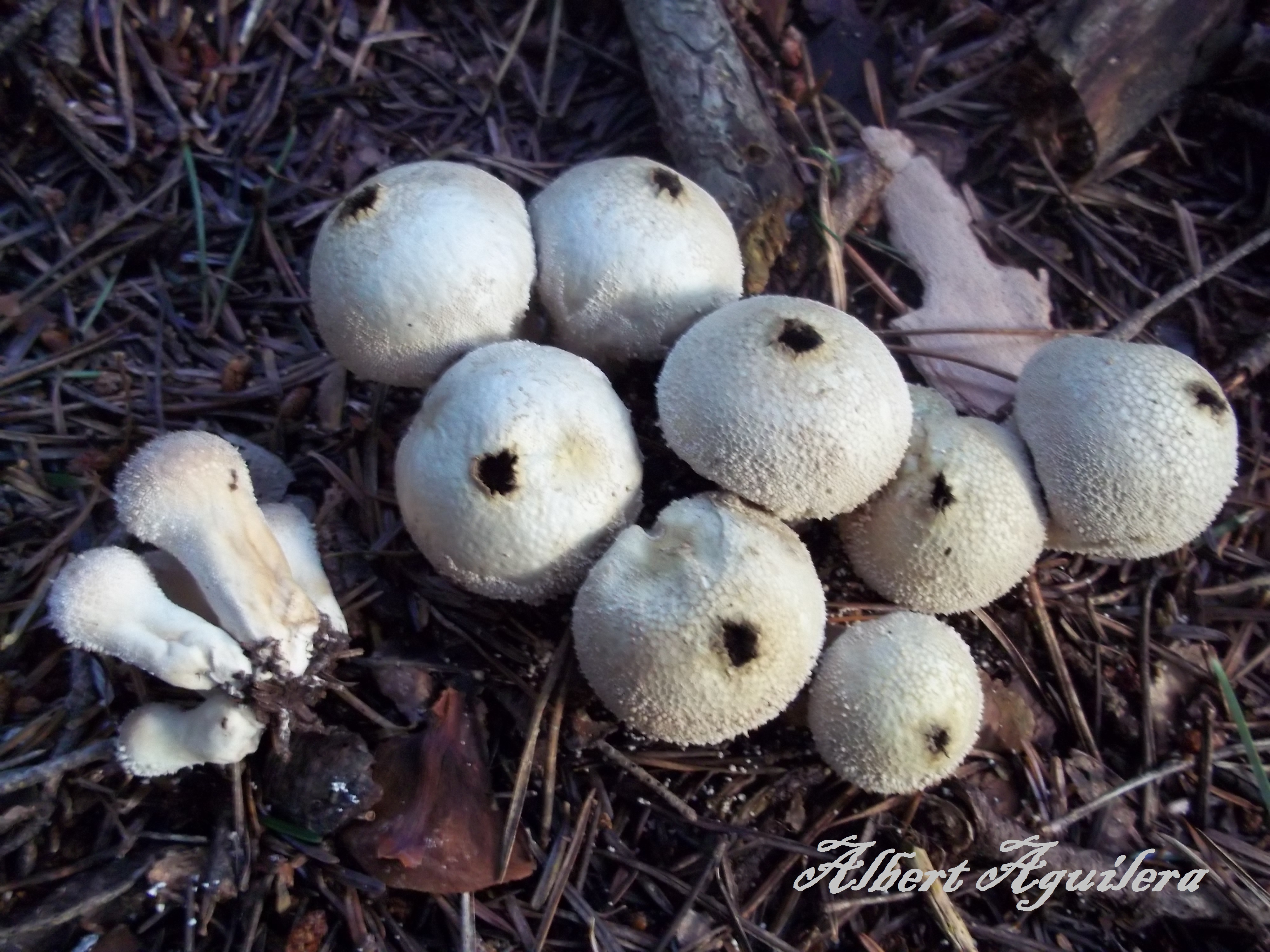

Плодовое тело обратногрушевидной или булавовидной формы 2—9 см высотой, 2—4 см шириной. Оно формируется на плотных мицелиальных шнурах. Оболочка (перидий) двухслойная: есть экзоперидий и эндоперидий. Экзоперидий расположен на эндоперидии группами в виде шипов или бородавочек. При этом один большой шип окружён группой более мелких.
Глеба вначале белая или сероватая, при созревании гриба она желтеет и разделяется на камеры, выстланные гимением.
Гимений состоит из округлых, коротких, часто неправильной формы базидий, на которых формируются на длинных стеригмах базидиоспоры.
При созревании базидий и бесплодные участки глебы разрушаются. Внутри перидия остаются лишь тёмно-оливковые базидиоспоры и волокна — капиллиций, разрыхляющий массу спор.
При полном созревании плодового тела эндоперидий на вершине разрывается и плодовое тело «пылит» при малейшем сотрясении — из него высыпаются базидиоспоры.

## Съедобность
Молодые грибы с мякотью белого цвета съедобны. Когда мякоть желтеет, гриб становится несъедобным.